# Bilohorivka
Bilohorivka (în ucraineană Білогорівка) este o așezare de tip urban din raionul Popasna, regiunea Luhansk, Ucraina. În afara localității principale, mai cuprinde și satele Șîpîlivka, Verhnokameanka și Zolotarivka.

## Demografie
Componența lingvistică a așezării de tip urban Bilohorivka
     Ucraineană (87,67%)
     Rusă (11,41%)
     Alte limbi (0,59%)
Conform recensământului din 2001, majoritatea populației așezării de tip urban Bilohorivka era vorbitoare de ucraineană (87,67%), existând în minoritate și vorbitori de rusă (11,41%).